# Dont Know What
Pour plus de détails, voir Fiche technique et Distribution.
Dont Know What est un court métrage d'animation autrichien réalisé par Thomas Renoldner et sorti en 2019.

## Fiche technique
- Titre original : Dont Know What
- Réalisation : Thomas Renoldner
- Scénario : Thomas Renoldner
- Décors :
- Costumes :
- Animation : Thomas Renoldner
- Photographie :
- Montage : Thomas Renoldner
- Musique : Thomas Renoldner et Andi Haller
- Producteur : Thomas Renoldner
- Sociétés de production :
- Société de distribution :
- Pays d'origine :  Autriche
- Langue originale : anglais
- Format : noir et blanc
- Genre : Animation
- Durée : 8 minutes
- Dates de sortie :
  -  France : 10 juin 2019 (Annecy 2019)

## Distinction
Il remporte le prix du fim "Off-Limits" à l'édition 2019 du festival international du film d'animation d'Annecy.